# 김동식 (1959년)
김동식(金東植, 1959년 12월 25일 ~ )은 대한민국의 제10대 서울특별시의원이었으며, 제5·6·7대 서울특별시 강북구의원이었다. 전라북도 완주군 출신이다.

## 경력
- 전주농림고등학교 졸업
- 나주대학 사회복지과 졸업

- 민주당 서울시당 강북구 갑 홍보부장
- 수유2동 주민자치위원회 간사
- 강북구 주민자치연합회 간사
- 열린우리당 서울시당 서민대책특별위원회 위원
- 남양전기 대표
- 2006.07 ~ 2010.06 제5대 서울특별시 강북구의회 의원
- 2006.07 ~ 2008.07 제5대 서울특별시 강북구의회 전반기 운영위원회 위원
- 2006.07 ~ 2008.07 제5대 서울특별시 강북구의회 전반기 복지건설위원회 위원
- 2006.07 ~ 2008.07 제5대 서울특별시 강북구의회 전반기 예산결산특별위원회 부위원장
- 2006.09 ~ 2006.11 제5대 서울특별시 강북구의회 강남·북균형발전특별위원회 위원
- 2008.05 ~ 2008.10 제5대 서울특별시 강북구의회 교육특별위원회 위원장
- 2008.07 ~ 2010.06 제5대 서울특별시 강북구의회 후반기 운영위원회 위원
- 2010.04 ~ 2010.06 제5대 서울특별시 강북구의회 후반기 복지건설위원회 위원장
- 2008.07 ~ 2010.06 제5대 서울특별시 강북구의회 후반기 예산결산특별위원회 위원
- 민주당 서울시 친환경 무상급식 추진위원
- 수유2·3동 주민자치상임고문
- 번1·2동 주민자치상임고문
- 2010.07 ~ 2014.06 제6대 서울특별시 강북구의회 의원
- 2010.07 ~ 2012.07 제6대 서울특별시 강북구의회 전반기 복지건설위원회 위원
- 2010.07 ~ 2012.07 제6대 서울특별시 강북구의회 전반기 예산결산특별위원회 위원
- 2012.07 ~ 2014.06 제6대 서울특별시 강북구의회 후반기 행정보건위원회 위원
- 2012.09 ~ 2012.09 제6대 서울특별시 강북구의회 후반기 여성특별위원회 위원
- 2014.04 ~ 2014.06 제6대 서울특별시 강북구의회 후반기 부의장
- 2012.07 ~ 2014.06 제6대 서울특별시 강북구의회 후반기 예산결산특별위원회 위원
- 오영식 국회의원 사무국장
- 2014.07 ~ 2018.05 제7대 서울특별시 강북구의회 의원
- 2014.07 ~ 2016.07 제7대 서울특별시 강북구의회 전반기 의장
- 2016.07 ~ 2018.05 제7대 서울특별시 강북구의회 후반기 복지건설위원회 위원
- 2016.07 ~ 2018.05 제7대 서울특별시 강북구의회 후반기 예산결산특별위원회 위원장
- 2016.10 ~ 2016.10 제7대 서울특별시 강북구의회 구유지관리실태조사특별위원회 위원
- 2017.07 ~ 2017.07 제7대 서울특별시 강북구의회 교육발전을위한특별위원회 위원
- 민주당 서울시당 강북구 갑 지역위원회 사무국장
- 2018.07 ~ 2020.10 제10대 서울특별시의회 의원
- 2018.07 ~ 2020.07 제10대 서울특별시의회 전반기 보건복지위원회 위원
- 2018.07 ~ 2020.07 제10대 서울특별시의회 전반기 예산결산특별위원회 위원
- 2020.07 ~ 2020.10 제10대 서울특별시의회 후반기 보건복지위원회 위원

## 수상
- 김대중 총재 표창장 수상
- 시민일보 의정대상 수상

## 공직선거법 위반
김동식 시의원은 2018년 제7회 전국동시지방선거 당시 선거공보 유인물을 제작할 때, 구청 공무원들을 동원하여 책자형 선거공보물과 로고송 시안, 공약 관련 문건 등을 제작해 보고하게 한 혐의를 받았다. 서울북부지방법원은 해당 사안에 대해 유죄를 선고하여 당선무효형인 벌금 400만원 형을 내렸다. 천준호 더불어민주당 강북구 갑 지역위원장과 박겸수 강북구청장에 대해서도 같은 혐의로 당선무효형에 해당하는 피선거권 상실형을 내렸다. 항소심에서는 300만원으로 감형되었지만, 여전히 당선무효형에 해당된다. 한편 같이 기소된 박겸수 강북구청장은 90만원으로 감형되어 직상실은 면했고, 천준호 위원장에 대해서는 무죄 판결을 내렸다.

## 역대 선거 결과
|  | 17.16% |

|  | 33.66% |

|  | 14.89% |

|  | 58.38% |